# Brownside
Brownside é um grupo de hip-hop americano fundado em 1993 por Eazy-E . 
O grupo era formado originalmente por Toker (Gilbert Izquierdo), Fello (irmão de Toker), mas ele morreu antes de começar a gravar, Wicked (Pierre Lamas) e Danger (Carlos Martinez), que foi morto em um tiroteio em 2018. Com Trouble (Jose Phillip Aguirre) e Klever (Alex Izquierdo), irmão mais novo de Toker, se juntando mais tarde. Originalmente, Eazy-E havia contratado Brownside para a Ruthless Records para criar uma versão mexicana do grupo de rap NWA . Toker foi assassinado em Rosarito, Baja California em 2018.  Após o assassinato de Toker, o status de Brownside é atualmente desconhecido.

## Discografia
- Brownside (1993)
- Eastside Drama (1997)
- Payback (1999)
- The Take Over (2006)
- Trece Razones (13 Reasons) (2008)
- Bangin Story'z (2016)